# Ногейро
Ногейро (порт. Nogueiró)  —  район (фрегезия) в Португалии,  входит в округ Брага. Является составной частью муниципалитета  Брага. Находится в составе крупной городской агломерации Большое Минью. По старому административному делению входил в провинцию Минью. Входит в экономико-статистический  субрегион Каваду, который входит в Северный регион. Население составляет 2118 человек на 2001 год. Занимает площадь 2,81 км².
Покровителем района считается Иисус Христос (порт. Divino Salvador).